# The Crow (phim 1994)
Con quạ (tiếng Anh: The Crow) là một bộ phim hành động kỳ ảo đen tối Hoa Kỳ năm 1994 do Alex Proyas đạo diễn, David J. Schow và John Shirley viết kịch bản. Phim có sự tham gia của Lý Quốc Hào trong lần xuất hiện cuối cùng trên màn ảnh của anh. Phim dựa trên nguyên tác truyện tranh cùng tên của James O'Barr năm 1989, kể về câu chuyện của Eric Draven (Lý Quốc Hào đóng), một nhạc sĩ nhạc rock hồi sinh từ cõi chết để trả thù cho cái chết của chính anh cũng như kẻ hiếp dâm và hung thủ giết hại hôn thê của anh.
Diễn viên chính Lý Quốc Hào đã vô tình bị trọng thương trên phim trường trong quá trình quay phim, chỉ 8 ngày trước khi phim hoàn thành công đoạn sản xuất. Những cảnh chưa hoàn thành có xuất hiện anh đã được chỉnh sửa trong khâu kịch bản, thay bằng một diễn viên đóng thế và sử dụng hiệu ứng kĩ thuật số đặc biệt. Bộ phim được dành tặng cho Lý và vị hôn thê Eliza.

## Nội dung
Ngày 30 tháng 10, Đêm của Quỷ tại Detroit, Trung úy cảnh sát Albrecht (Ernie Hudson) đang ở hiện trường vụ án, nơi Shelly Webster (Sofia Shinas) bị đánh đập và cưỡng hiếp, còn hôn thê của cô Eric Draven (Lý Quốc Hào) đã chết ngoài đường phố sau khi bị đâm, bắn và ném qua cửa sổ. Cặp vợ chồng này định kết hôn vào ngày Halloween kế tiếp. Trước khi rời khỏi bệnh viện với Shelly, Albrecht gặp một cô gái trẻ tên Sarah, (Rochelle Davis) nói rằng cô là bạn họ, và họ cùng chăm sóc cô. Albrecht nói Shelly đang hấp hối.
Một năm sau, một con quạ vỗ nhẹ trên bia đá mộ của Eric Draven, Eric lập tức hồi sinh và trèo khỏi mộ. Trong khi đó một băng đảng đường phố do T-Bird (David Patrick Kelly) cầm đầu đang gây hỏa hoạn trong thành phố. Eric đi đến căn hộ cũ của mình và thấy nó vô chủ. Anh hồi tưởng lại những kẻ giết người, nhớ ra những kẻ chịu trách nhiệm là T-Bird và đồng bọn của hắn: Tin Tin, Funboy và Skank. Eric sớm nhận ra những vết thương trên người anh được chữa lành ngay lập tức. Nhờ con quạ dẫn đường, anh lên kế hoạch trả thù những kẻ giết mình và Shelly bằng cách sát hại từng kẻ một.

## Diễn viên
- Lý Quốc Hào vai Eric Draven/Con quạ
- Michael Wincott vao Top Dollar
- Ernie Hudson vai Trung úy Albrecht
- Rochelle Davis vai Sarah
- Bạch Linh vai Myca
- David Patrick Kelly vai T-Bird
- Angel David vai Skank
- Jon Polito vai Gideon
- Tony Todd vai Grange
- Sofia Shinas vai Shelly Webster
- Michael Massee vai Funboy
- Laurence Mason vai Tin-Tin
- Anna Levine vai Darla
- Bill Raymond vai Mickey
- Marco Rodríguez vai Torres

## Cái chết của Lý Quốc Hào
Lý Quốc Hào đã qua đời vì một vết trọng thương của súng vào ngày 31 tháng 3 năm 1993, sau một tai nạn trên phim trường EUE Screen Gems Studios tại Wilmington, Bắc Carolina. Trong cảnh quay Lý vô tình bị bắn, nhân vật của anh bước vào căn hộ và phát hiện vị hôn thê của mình bị những tên côn đồ hãm hiếp và đánh đập. Nhân vật của diễn viên Michael Massee đã bắn một viên 44 Magnum từ khẩu Smith & Wesson Model 629 vào Lý khi anh bước vào phòng. Đối với những cảnh close-up sử dụng một khẩu súng, nơi các viên đạn có thể nhìn rõ từ phía trước, và không yêu cầu súng bắn thật. Thay vì mua đạn giả, đoàn làm phim do cản trở về mặt thời gian, đã tự xoay xở bằng cách kéo các viên đạn thật từ những vòng trực tiếp, đổ thuốc súng vào nạp đạn sau đó nạp lại đạn. Sau cái chết của Lý, các nhà sản xuất đối mặt với quyết định có hoặc không tiếp tục làm bộ phim. Lý đã hoàn thành hầu hết các cảnh quay trong phim và đã được lên kế hoạch quay chỉ trong ba ngày nữa.. Đoàn làm phim đã nghỉ để viết lại kịch bản về những cảnh hồi tưởng chưa được hoàn thành. Kịch bản được viết lại bởi Walon Green, Rene Balcer và Michael S. Chernuchin. Cảnh bắt đầu bộ phim chưa hoàn thành được viết lại, cảnh căn hộ được dựng lại bằng đồ họa máy tính từ một cảnh trước đây của Lý.

## Đón nhận
Con quạ nhận được đánh giá 82% trên Rotten Tomatoes dựa trên 50 đánh giá và điểm trung bình là 7/10. Sự đồng thuận của trang web viết, "Đầy phong cách, đen tối và năng lượng khủng khiếp, 'Con quạ' là một bữa tiệc thị giác có chất hành động, đồng thời có hồn trong vai diễn cuối của Lý Quốc Hào." Phim còn đạt số điểm 71/100 trên Metacritic dựa trên 14 nhà phê bình, chỉ ra "đánh giá chung tốt".
Các nhà phê bình còn khen ngợi cảnh hành động và phong cách trực quan. Rolling Stones gọi đây là một "giấc mơ sốt chói lóa của bộ phim". Caryn James viết cho The New York Times gọi đây là "một thể loại phim của trật tự cao, đầy phong cách và hết sức thú vị". Roger Ebert gọi phim là "một tác phẩm tuyệt đẹp của phong cách trực quan". The Los Angeles Times cũng khen ngợi phim như vậy.